# Никифоров Віктор Васильович
Віктор Васильович Никифоров (рос. Виктор Васильевич Никифоров; нар. 4 грудня 1931, Москва, СРСР — 4 березня 1989) — радянський хокеїст, центральний нападник. Олімпійський чемпіон.

## Клубна кар'єра
Високого зросту та фізично сильний хокеїст, що володів неймовірно сильним точним кидком. Індивідуальні проходи Никифорова на високій швидкості приводили у захват любителів хокею. Виступав за московські команди «Спартак» (1949—1951, 1957—1960; 81 матч, 45 голів), ЦБЧА (1951), «Динамо» (1955—1956; 17 матчів, 6 голів) та новосибірські ОБО (1951—1953; 5 матчів, 4 голи), «Динамо» (1953—1955; 18 матчів, 20 голів). У складі столичних динамівців — третій призер чемпіонату та фіналіст кубка СРСР.
|                                 | Особисто я згадую, як Никифоров в 30-градусний мороз виходив на лід у легкому трико і ситцевій - на голе тіло - сорочці і витворяв таке, що нам, хлопчакам, і не снилося: міг від одних воріт перекинути шайбу через все поле вище протилежних воріт , фінти завертав неймовірні, катався граціозно і витончено. Словом, не хокеїст - сама досконалість. |
| — Олександр Гольцев (журналіст) | |

## Виступи у збірній
З 8 грудня 1955 по 29 січня 1956 року провів дев'ять матчів за збірну СРСР, забив чотири голи. У п'яти поєдинках суперником радянської команди була швейцарська збірна.
У складі національної збірної брав участь у Олімпійських іграх 1956 у італійському місті Кортіна-д'Ампеццо. На турнірі провів два матчі та відзначився забитою шайбою у ворота збірної Італії. Здобув три комплекта нагород: олімпійського чемпіона, чемпіона світу та Європи.

## Тренерська діяльність
По завершенні ігрової кар'єри працював тренером у хокейних командах міста Новокузнецька.

## Нагороди та досягнення
| Нагороди         | Команда           | Кіл. | Рік  |
| ---------------- | ----------------- | ---- | ---- |
| Олімпійські ігри |                   |      |      |
| Золото           | СРСР              | 1    | 1956 |
| Чемпіонат світу  |                   |      |      |
| Золото           | СРСР              | 1    | 1956 |
| Чемпіонат Європи |                   |      |      |
| Золото           | СРСР              | 1    | 1956 |
| Чемпіонат СРСР   |                   |      |      |
| Бронза           | «Динамо» (Москва) | 1    | 1956 |
| Кубок СРСР       |                   |      |      |
| Фіналіст         | «Динамо» (Москва) | 1    | 1956 |